# Job Charnock
Job Charnock, né à Londres vers 1630 et décédé  le 10 janvier 1692 à Calcutta, est traditionnellement considéré comme le fondateur de la ville de Calcutta, au Bengale (Inde), en 1690. Son mausolée se trouve dans le jardin qui entoure l'ancienne église Saint-Jean.